# Henri de Saint-Simon
Claude Henri de Rouvroy, hrabě de Saint-Simon [klód ánri rúvroa d'sen simon], známý také jako Saint-Simon, (17. října 1760, Paříž – 19. května 1825, Paříž) byl francouzský šlechtic, osvícenec, kritik a reformátor společnosti, který se zřekl svého titulu, a jeden z prvních myslitelů moderního socialismu. Podle Bedřicha Engelse byl jedním z předchůdců "vědeckého socialismu" (marxismu) a tvořil spolu s Robertem Owenem a Charlesem Fourierem trojici "utopických socialistů". Na rozdíl od marxistů, kteří očekávali nápravu společnosti od revoluce dělníků (proletariátu), Saint-Simon spoléhal na vědce, umělce a podnikatele, kteří lepší společenské uspořádání ze svých odborných znalostí navrhnou.
Saint-Simon předpověděl ideu světového míru, rozvoj vědy, technologický pokrok spjatý s pokrokem sociálním a tak fenomén zlatého věku umístil do budoucnosti (na rozdíl od svých předchůdců jako byl Rousseau, Morelly a Mably, kteří zlatý věk spojovali s bukolickými časy přírodní nevinnosti, případně s biblickým rájem). Saint-Simon požadoval aby bylo ve společnosti dostatek jídla pro každého, ubytování, ošacení a především právo a povinnost pracovat. Ovlivnil politiku, sociologii, ekonomii a především zakladatele pozitivismu Augusta Comta. Zdůrazňoval dosažení maximální míry štěstí pro všechny členy společnosti (utilitarismus, antonymum kultu chudoby). 

## Život a dílo
Henri pocházel z rodu de Rouvroy de Saint-Simon, který patřil k vysoce postaveným dynastiím ve Francii. Narodil se jako nejstarší syn vojáka, Balthasarda-Henriho de Saint-Simon. Proti silně autoritativnímu otci se brzy vzepřel a od svých vychovatelů přijal myšlenky velkých osvícenců, zejména d’Alemberta a Rousseaua.
V 17 letech vstoupil do armády a jako dobrovolník se účastnil bojů v americké válce za nezávislost. Armádu opustil v 25 letech. Po Velké francouzské revoluci se vzdal šlechtického titulu, aby demonstroval, že si všichni mají být rovni. Věnoval se obchodu, zejména se zabavenými nemovitostmi, a získal „slušný“ majetek. Později napsal, že o majetek stál jen proto, aby mohl uskutečnit své myšlenky, například založení školy vědeckého zdokonalování. Pro emigraci jeho rodinných příslušníků, styky s hrabětem Redernem, který mu poskytl 500 tisíc franků, se stal pro jakobíny podezřelým a byl zatčen (ve svých pamětech vzpomíná, že se mu ve vězení zjevil sám Karel Veliký, který byl podle tradice jeho dávným předkem). Propuštěn byl až za vlády Direktoria. 
Saint-Simon byl dítětem osvícenství, které zrodilo myšlenku pokroku, zdokonalování člověka, ale sám už patřil do začínající éry romantismu. Nastávající století nazýval érou reformátorů. Podle Saint-Simona je úkolem filozofů "vymýšlet nejlepší společenskou organizaci pro dobu, v níž žijí, a naléhat, aby byla přijata vládnoucími i ovládanými a zdokonalená tak, jak je schopná; když dospěje k hranicím zdokonalení, zboří ji, aby vybudovali novou z materiálu nahromaděného na všech stranách lidmi, pracujícími ve speciálních vědních oborech. "
Historik o něm napsal „spojily se v něm věda a fanatismus“, neboť byl považován za člověka povahy velmi složité - hýřil a dobrodruh, filosof a prorok, který sám sebe pokládal za Mesiáše a obnovitele křesťanství, člověk slavný, ale dožívající život jako žebrák, vydržovaný několik let svým bývalým sluhou a pak přáteli, ale až do smrti přesvědčený o svém poslání k nápravě společnosti.
Saint-Simon celý život bojoval s chudobou - střídavě získával zaměstnání, ale i bídu; pro poznání byl ochoten obětovat všechno. Prvním Saint-Simonovým spolupracovníkem byl Augustin Thierry, slavný dějepisec se kterým se seznámil na École normale a v roce 1818 se Saint-Simon seznámil s Augustem Comtem (zakladatelem sociologie a pozitivismu, který se stal Saint-Simonovým komorníkem a spoluautorem mnoha jeho prací). V roce 1820 byl uvězněn pro podezření, že byl intelektuálním původcem atentátu na Karla Ferdinanda z Artois, vévodu z Berry. V obhajobě tvrdil, že společnost se musí spojit s lidem ve prospěch civilizačního hnutí. V závěru svého života, v bídě, pracoval na díle Nové křesťanství, v němž zastával pozice křesťanského socialisty, tedy, že všechny společenské instituce mají usilovat o fyzické a mravní zlepšení třídy nejpočetnější a nejchudší.

## Teorie

### Filosofie dějin
Saint-Simon jako jeden z prvních utopistů pokládal utopii za (možný) výsledek maximálního využití všech možností lidstva ve prospěch obecného blahobytu do budoucna a spojil ji s vizí vědeckotechnického pokroku. Lukáš Perný uvádí, že z hlediska filosofie dějin je Saint-Simon dějinným optimistou, věří v společenský pokrok spjatý s technickým pokrokem. Podle Saint-Simona vznikne nová duchovní a světská moc, která bude usilovat o nastolení blahobytu. Předpokládá, že tak jako fyzikální jevy, je možné předvídat i jevy společenské. Filozofie každé dějinné etapy určuje její sociální a politickou soustavu.

### Politická filosofie
Saint-Simon se snažil najít recept, jak zajistit blaho společnosti, a to pomocí důsledně promyšlené organizace. Formy této organizace se u Saint-Simona v průběhu let měnily. Zprvu viděl Saint-Simon prostředek k reorganizaci ve vědě a výrobě. Přišel také s konceptem tzv. Newtonovy rady. Každý, kdo by se finančně podílel na jejím vytvoření, měl právo navrhnout tři matematiky, fyziky, chemiky, fyziology, literáty, malíře a hudebníky. Tato rada měla za úkol dále smiřovat dvě existující třídy – vlastníky a proletariát. Výkon vlastnictví se tak dostal do rukou těchto vyvolených. S tím, kdo se nepodrobí plánování, se mělo nakládat jako s dobytkem.
Jako jádro sociálně politického systému života společnosti vidí práci, pro niž používá francouzské slovo „industrie“, které ovšem znamená i píli, vynalézavost a konečně průmysl. Pro společnost jsou nejdůležitější banky a komunikace. Z toho vyvozuje, že by se mělo vymýtit všechno příživnictví na ní a především úcta k oněm příživníkům. Tím myslí šlechtu a i ve svých dílech uvažuje o tom, že nahradit 30 000 šlechticů by bylo velmi snadné, zatím co úbytek 10x menšího počtu nejlepších učenců, řemeslníků, obchodníků a umělců by znamenal katastrofu.
Dobrá vláda podle něj vládne co nejlevněji, co nejméně, co nejlepšími lidmi a co nejpokojněji. Úkolem vlády však má být starat se hlavně o rozvoj blahobytu v zemi. Vyjadřuje tu jakousi touhu po vládě meritokracie s liberálně-sociálními sklony.
Společenský vývoj pokládal za přísně determinovaný a hnací sílu viděl v pokroku vědy, morálky a náboženství. Podle Saint-Simona měl vzniknout nový společenský řád, v němž by zůstalo zachováno soukromé vlastnictví, politika, která by splynula s ekonomikou a plánovitě by organizovala vše, když vládnoucí postavení by měli vědci a průmyslníci (továrníci, pracující, obchodníci).
Ve druhé fázi se Saint-Simon zaměřil na nejpočetnější a nejchudší třídu společnosti - proletariát. Dle něho bylo na politických spisovatelích: "...přesně určit, jakým směrem se má nynější společnost dát, a přinutit ji, aby se skutečně tím směrem vydala..
Společnost by měli řídit "industriálové" ve tříkomorovém systému (inženýři, umělci, matematici, fyzici a biologové a nejbohatší podnikatelé). Saint-Simon také představil jakousi "diktaturu výrobců", kdy pracující "budou vydávati zákony, oni stanoví, jaké pořadí budou zastávati navzájem ostatní vrstvy, Každé z nich určí takové místo, které bude odpovídati službám, které ona prokáže výrobě." 

### Nové křesťanství
V kontextu religiózních východisek a vztahu náboženství a vědy je to se Saint-Simonem složité, na první pohled vyznívá Saint-Simon jako vzor pozitivistů i marxistů v otázce pokroku jako materialista a vědeckotechnický průkopník. Ovlivněn radikálním osvícenstvím a antifeudálnou revoltou byl skutečně zpočátku materialisticky založen; až na konci života (1825) přichází s konceptem nového křesťanství, které ovlivnilo i směřování jeho učení u jeho žáků. Saint-Simon věří ve své zralé fázi, že evropské státy se sjednotí pod křesťanskou vlajkou ve svazu evropských národů.
Roku 1825 vyšlo jeho dílo "Nové křesťanství", jehož základní a v podstatě jedinou myšlenkou bylo, že lidé se k sobě mají chovat jako bratři. Dle Saint-Simona: "Náboženství má vésti lidstvo k velikému cíli: co nejrychleji zlepšit osud nejchudších tříd." Ovšem společnost bylo nutné opět zorganizovat. Opět zde měli vědci, umělci a průmyslníci řídit lidstvo jako jeho generální ředitelé. Nové křesťanství mělo být povoláno k tomu, aby zajistilo umění, vědám a průmyslu přední místo mezi posvátnými vědami. Papež zde byl označen za kacíře, protože v Papežském státě nezaložil továrny. 

### Federace
Saint-Simon, podobně jako Kant navrhoval normativní federativní model uspořádání evropské společnosti a vzhledem k jeho konceptu světové asociace pracujících jej lze také zařadit k eurocentristům.

## Vliv
Saint-Simon ovlivnil celou řadu vzájemně protichůdných osobnosti: historiografie Augustina Thierry (saint-simonista), Hippolyta Carnota (bratr významného fyzika Nicolase Carnota), La Fayette (bojoval s ním v americké revoluci), liberála Johna Stuarta Milla, pozitivisty Auguste Comte, anarchisty Pierra Proudhon, revolučního demokrata Alexandra Gercena a mnoha dalších.

### Saint-simonismus
Jeho následovníci přeměnili jeho učení v náboženskou sektu. Saint-Simon je považován zároveň za ideového otce ekonomicko-filozofického směru, Saint-simonizmu, který se rozvíjel v časopisech l'Industrie (1816), La politique (1818) a L'Organisateur (1819-20). Rozvíjeli ho Enfantin, Rodrigues, d'Eichthal, Bazard, Buchez a další autoři.
Přesto, že St-Simon nesoustředil svoji kritiku společenského řádu na odmítání soukromého vlastnictví, bylo v jeho nauce dost na to, aby jeho stoupenci vystupovali jako odpůrci soukromého vlastnictví a dědického práva. „Škola St.-Simonova“ by však mohla být spíše popsána slovem církev, neboť šířila nauku St.-Simonovu jakožto „náboženství“, měla svého velekněze (hledala též velekněžku), měla i náboženské obřady a orgie. Nejvíce v ní vynikli Saint-Simonovi tajemníci, budoucí významný historik Augustin Thierry, budoucí zakladatel sociologie Auguste Comte a jeho žáci Saint-Amand Bazard (1791-1832) a Barthélemy Prosper Enfantin. Díky nim měly Saint-Simonovy myšlenky trvalý vliv na francouzské i evropské myšlení až dlouho do 20. století.
St.-Simonisté také dospělí k přesvědčení, že „vykořisťování člověka člověkem“ (což je jejich termín) je organickou vadou společnosti, nikoli pouze „pochybením“ některých jejích jednotlivců. Bazard se dokonce pokusil o jakousi filosofii dějin, které mu zosobňují boj vykořisťovatelů s vykořisťovanými, čímž se vlastně stává v tomto směru Marxovým předchůdcem.
St.-Simon a jeho škola jsou však i přesto předchůdci Marxe [zdroj?] v několika směrech.
Jednak v tom, že počínají studovat vývoj hospodářské soustavy a pochopí ji jako organizované vykořisťování pracujících ze strany lenochů (trubců, což však nebyli podnikatelé), z něhož Bazard už načrtnul jakousi skicu „třídního boje“ v dějinách; a jednak v tom, že vidí ideál společenského zřízení v kolektivismu - Marx ovšem viděl v kolektivismu nikoli ideál, ale nutný důsledek vývoje.
Kolektivismus školy St. Simonovy má však jiný základ než marxismus. St.-Simonisté patří k socialistům, kteří svoje reformní plány zakládají zcela vědomě na pilíři náboženství.
Je ale třeba říci, že škola St-Simonova byla svou dobou významným střediskem, jež přitahovalo takové duchy, jako byl August Comte, zakladatel positivní filosofie a sociologie, Ferdinand Lesseps, stavitel Suezského průplavu, také bratři Péreirové, zakladatelé banky Crédit mobilier, první moderní banky zakladatelské, a ovlivnilo jiné znamenité Francouze z prvé poloviny devatenáctého století.

## Dílo
- Lettres d’un habitant de Genève (Dopisy obyvatele Ženevy, 1802)
- Réorganisation de la société européenne (Reorganizace evropské společnosti, 1814)
- L’Organisateur (Organizátor, 1820)
- Le Système industriel (Průmyslový systém, 1821)
- Le Catéchisme des industriels (Katechismus průmyslníků, 1824)
- Le Nouveau Christianisme (Nové křesťanství, 1825)

### České překlady
- SAINT-SIMON, Claude-Henri de Rouvroy. Výbor z díla. Překlad Stanislav Lyer. Praha: Orbis, 1949. 158 s. cnb000715218.